# Bill Johnson (Banjospieler)
William K. „Bill“ Johnson, auch Will Johnson genannt, (* 1905 in Lexington, Kentucky; † 1955 daselbst) war ein amerikanischer Jazzmusiker (Banjo, Gitarre, Gesang).
Johnson arbeitete zunächst mit lokalen Gruppen in seiner Heimatstadt und in Louisville, bevor er 1926 nach New York City zog. Dort spielte er zunächst bei den Dixie Ramblers und 1927 in der Band von George Howe, um dann länger bei Luis Russell (1927 bis 1932) zu bleiben. In diesen Jahren machte er auch Aufnahmen mit den Syncopators von King Oliver, mit Jelly Roll Morton, Regina „Queen“ Spivey und Addie „Sweet Pease“ Spivey. Weiterhin ist er auch in Einspielungen von Fats Waller, J. C. Higginbotham zu hören. Gesanglich trat er auf Platten von Jack Purvis und von Red Allen („You Might Get Better, But You'll Never Get Well“) hervor. 1933 und 1934 war er bei Fess Williams beschäftigt, um dann in den späteren 1930er Jahren als Gitarrist freiberuflich tätig zu sein. Dann zog er sich nach Lexington zurück und beendete seine Karriere als Profi-Musiker.

## Lexigraphische Einträge
- Leonard Feather, Ira Gitler: The Biographical Encyclopedia of Jazz. Oxford University Press, New York 1999, ISBN 0-19-532000-X.
- Wolf Kampmann (Hrsg.), unter Mitarbeit von Ekkehard Jost: Reclams Jazzlexikon. Reclam, Stuttgart 2003, ISBN 3-15-010528-5.